# Championnat national de tennis des États-Unis 1930
Pour un article plus général, voir US Open de tennis.
Résultats détaillés de l’édition 1930 du championnat de tennis US National qui est disputée du 18 au 24 août 1930.

## Palmarès
| Tableau          | Vainqueurs                        | Vainqueurs             | Score                 | Finalistes                     | Finalistes             |
| ---------------- | --------------------------------- | ---------------------- | --------------------- | ------------------------------ | ---------------------- |
| Simple dames     | Betty Nuthall                     | Royaume-Uni            | 6-1, 6-4              | Anna McCune Harper             | États-Unis             |
| Simple messieurs | John Doeg                         | États-Unis             | 10-8, 1-6, 6-4, 16-14 | Frank Shields                  | États-Unis             |
| Double dames     | Betty Nuthall Sarah Palfrey Cooke | Royaume-Uni États-Unis | 3-6, 6-3, 7-5         | Edith Cross Anna McCune Harper | Royaume-Uni États-Unis |
| Double messieurs | George Lott John Doeg             | États-Unis             | 8-6 6-3 3-6 13-15 6-4 | Wilmer Allison John Van Ryn    | États-Unis             |
| Double mixte     | Edith Cross Wilmer Allison        | Royaume-Uni États-Unis | 6-4, 6-4              | Marjorie Morrill Frank Shields | États-Unis             |

## Simple dames
|  |                    |  |   |   |  |
|  | Finale             |  |   |   |  |
|  |                    |  |   |   |  |
|  |                    |  |   |   |  |
|  | Betty Nuthall      |  | 6 | 6 |  |
|  | Betty Nuthall      |  | 6 | 6 |  |
|  | Anna McCune Harper |  | 1 | 4 |  |

## Double dames
|  |                                |  |   |   |   |
|  | Finale                         |  |   |   |   |
|  |                                |  |   |   |   |
|  |                                |  |   |   |   |
|  | Betty Nuthall Sarah Palfrey    |  | 3 | 6 | 7 |
|  | Betty Nuthall Sarah Palfrey    |  | 3 | 6 | 7 |
|  | Edith Cross Anna McCune Harper |  | 6 | 3 | 5 |

## Double mixte
|  |                                |  |   |   |  |
|  | Finale                         |  |   |   |  |
|  |                                |  |   |   |  |
|  |                                |  |   |   |  |
|  | Edith Cross Wilmer Allison     |  | 6 | 6 |  |
|  | Edith Cross Wilmer Allison     |  | 6 | 6 |  |
|  | Marjorie Morrill Frank Shields |  | 4 | 4 |  |